# 카테리네 카라조르제비치

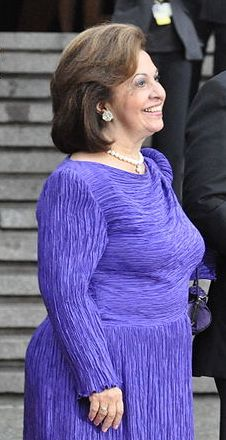
카테리네 카라조르제비치

카테리네 카라조르제비치(Katherine Karađorđević, 1943년 11월 13일 ~ )는 유고슬라비아 왕위 계승자이자 사라진 유고슬라비아 왕국의 왕위 계승자인 알렉산다르와 결혼했다.